# Хусткі
Хусткі (пол. Chustki) — село в Польщі, у гміні Шидловець Шидловецького повіту Мазовецького воєводства.
Населення — 424 особи (2011).
У 1975-1998 роках село належало до Радомського воєводства.

## Демографія
Демографічна структура станом на 31 березня 2011 року:
|          | Загалом | Допрацездатний вік | Працездатний вік | Постпрацездатний вік |
| -------- | ------- | ------------------ | ---------------- | -------------------- |
| Чоловіки | 225     | 51                 | 151              | 23                   |
| Жінки    | 199     | 45                 | 121              | 33                   |
| Разом    | 424     | 96                 | 272              | 56                   |